# Primula erratica
Primula erratica är en viveväxtart som beskrevs av William Wright Smith. Primula erratica ingår i släktet vivor, och familjen viveväxter. Inga underarter finns listade i Catalogue of Life.